# 周氏集團
周氏集團有限公司，簡稱周氏集團（英語：Chew’s Group Limited，SGX：5SY），在1975年由周永禾的叔伯辈共同創立，前身為「周氏農場」。
主要業務在新加坡經營生產及出售功能鸡蛋、普通鸡蛋以及蛋浆產品。總部位於20 Murai Farmway Singapore 709153。股份在2011年2月28日在新加坡交易所凱利板上市。招股價為0.25坡元，發售股份為12,790,000股，集資金額為3,200,000坡元。

## 連結
- ChewsEgg.com （页面存档备份，存于）